# 法拉第角
法拉第角（英語：Cape Faraday），是南極洲的海岬，位於南奧克尼群島的鮑威爾島北端，在1821年由捕海豹者繪入地圖，該海岬現時由南極條約體系管理。